# Nhiễm sắc tố sắt mô
Nhiễm sắc tố sắt mô (thường được gọi là bệnh thừa sắt, lời nguyền Celtic, bệnh Ireland, gen người Anh, bệnh Scotland và bệnh tiểu đường bronzing) cho thấy sự tích tụ sắt trong cơ thể từ bất kỳ nguyên nhân nào. Các nguyên nhân quan trọng nhất là chứng bệnh thiếu máu di truyền (HHC), rối loạn di truyền và tình trạng quá tải sắt truyền, có thể do truyền máu lặp đi lặp lại.

## Dấu hiệu và triệu chứng
Các cơ quan phổ biến nhất bị ảnh hưởng bởi bệnh viêm màng não là gan, tim và các tuyến nội tiết.
Nhiễm sắc tố sắt mô có thể hiện diện với các hội chứng lâm sàng sau đây:
- Bệnh gan mãn tính và xơ gan
- Sự tham gia của tim: suy tim, nhịp tim không đều

Các vấn đề về nội tiết: bệnh tiểu đường (xem bên dưới) và thiểu năng sinh dục (suy giảm các tuyến sản xuất hormone giới tính) dẫn đến tình dục thấp và/hoặc mất khả năng sinh sản ở nam giới và mất chu kỳ kinh nguyệt ở phụ nữ
Bệnh tiểu đường ở những người bị quá tải sắt xảy ra là kết quả của việc lắng đọng sắt chọn lọc trong các tế bào beta trong tuyến tụy dẫn đến suy chức năng và chết tế bào.
Viêm khớp, từ lắng đọng pyrophosphate calci trong các khớp dẫn đến đau khớp. Các khớp bị ảnh hưởng thường gặp nhất là khớp của bàn tay, đặc biệt là các khớp ngón tay của ngón tay thứ hai và thứ ba.
Bronzing của da. Màu nâu đậm này, trong buổi hòa nhạc với suy insulin do tổn thương tuyến tụy, là nguồn gốc của một biệt danh cho tình trạng này: "bệnh tiểu đường đồng".

## Nguyên nhân và hình thức
Các nguyên nhân có thể được phân biệt giữa các trường hợp chính (di truyền hoặc xác định di truyền) và ít trường hợp phụ thường gặp hơn (được mua trong suốt cuộc đời). Người dân tộc Celtic (Ailen, Scotland, xứ Wales, Cornish, Breton, vv), tiếng Anh và gốc Scandinavia  có tỷ lệ mắc cao, với khoảng 10% là người mang gen biến thể chính, đột biến C282Y trên gen HFE và 1% có triệu chứng.

### Bệnh nhiễm sắc tố sắt mô chính
Mặc dù đã được biết đến hầu hết trong thế kỷ XX rằng hầu hết các trường hợp nhiễm sắc tố máu được thừa kế, chúng được giả định không chính xác phụ thuộc vào một gen đơn lẻ. Đại đa số phụ thuộc vào các đột biến của HFE gen được phát hiện vào năm 1996, nhưng kể từ đó những người khác đã được phát hiện và đôi khi được nhóm lại với nhau thành "bệnh nhiễm sắc tố sắt mô di truyền không cổ điển", "nhiễm sắc tố sắt mô di truyền không liên quan-HFE", hoặc "nhiễm sắc tố sắt mô không phải-HFE".